# Ruud Boymans
Ruud Boymans est un footballeur néerlandais, né le 28 avril 1989 à Born aux Pays-Bas. Il évolue avec le club d'Al Shabab Dubaï au poste d'attaquant au FC Utrecht.

## Biographie
Ruud Boymans joue deux matchs en Ligue Europa avec le club de l'AZ Alkmaar.
Lors de la saison 2013-2014, il inscrit 28 buts en deuxième division néerlandaise avec le club du Willem II Tilburg, ce qui fait de lui le deuxième meilleur buteur du championnat, derrière Lars Veldwijk. Le 20 octobre 2013, il est l'auteur d'un triplé en championnat, sur la pelouse du club d'Achilles '29 (victoire 1-5).

## Palmarès
- Champion des Pays-Bas de D2 en 2014 avec le Willem II Tilburg
- Finaliste de la Coupe des Pays-Bas en 2016 avec le FC Utrecht